# Fouquières-lès-Lens
Fouquières-lès-Lens är en kommun i departementet Pas-de-Calais i regionen Hauts-de-France i norra Frankrike. Kommunen ligger i kantonen Noyelles-sous-Lens som tillhör arrondissementet Lens. År 2022 hade Fouquières-lès-Lens 6 134 invånare.

## Befolkningsutveckling
Antalet invånare i kommunen Fouquières-lès-Lens
| Referens: INSEE |